# 亦乞列思
亦乞列思（秘史记音：亦乞舌列思），又译亦乞烈、亦乞剌、亦怯烈、亦启烈等，蒙古部族，为迭儿列斤部的一支。
亦乞列思部原先游牧于额尔古纳河下游和大兴安岭中段。该部的孛秃是最早主动追随成吉思汗的异姓贵族之一，帮助成吉思汗统一蒙古，因而很受器重。成吉思汗建国后，孛秃为首的亦乞列思部迁往漠南，在此获得以懿州、豪州为中心的封地，为漠南五投下之一。孛秃传至第五代阿失时首次封为昌王，之前四代也都获得追封。
孛秃家族历代与成吉思汗家族联姻，是元代的显赫家族。

## 亦乞列思部首领
- 孛秃：亦乞列思部贵族捏群之子。先后娶成吉思汗之妹帖木伦公主与长女火臣别吉。谥忠武。后追封昌王。
- 锁儿哈：孛秃之子。娶元太宗窝阔台之子阔出之女安秃公主、宗王之女不海罕公主。有女为元宪宗蒙哥的亦乞烈皇后。谥武定。后追封昌王。
- 札忽儿臣：锁儿哈之子。娶哈赤温之子安赤台之女也孙真公主。谥忠靖。后追封昌王。
- 忽怜：札忽儿臣之子。先后娶元宪宗蒙哥之女伯牙鲁罕公主与孙女不兰奚公主。谥忠宣。后追封昌王。
- 阿失：忽怜之子。先后娶撒儿塔陈公主、元成宗铁穆耳之女亦里哈牙公主与元宪宗蒙哥曾孙女买的公主。有女速哥八剌为元英宗硕德八剌皇后，另一女亦怜真八剌为元泰定帝也孙铁木儿皇后。至大元年（1308年）封为昌王，并追封四代。
- 八剌失里：阿失之子。娶烟合牙公主。其父去世后封为昌王。
- 沙蓝朵儿只：八剌失里之子。娶元明宗和世㻋之女月鲁公主。至顺二年（1331年）封懿德王。后进封昌王。